# Ballaban
Ballaban là một xã trong quận Përmet thuộc hạt Gjirokastër, Albania. Dân số năm 2005 là 2165 người.